# 러시아 에너지부
러시아 연방 에너지부(러시아어: Министерство энергетики Российской Федерации)는 러시아에 있는 에너지 업무를 담당하는 정보기관의 하나이다.